# Cotoneaster schantungensis
Cotoneaster schantungensis es una especie de planta del género Cotoneaster, perteneciente a la familia Rosaceae.

## Taxonomía
Cotoneaster schantungensis fue descrita por Gerhard Klotz en 1972.

## Distribución
Se encuentra en el territorio centro-sur de China.